# تتسویا تاکدا
تتسویا تاکه‌دا (انگلیسی: Tetsuya Takeda؛ زادهٔ ۱۱ آوریل ۱۹۴۹) یک موسیقی‌دان اهل ژاپن است.
از فیلم‌ها یا برنامه‌های تلویزیونی که وی در آن نقش داشته است می‌توان به دستمال زرد خوشبختی و ایستگاه اشاره کرد.